# Nesiocypraea
Nesiocypraea là một chi ốc biển, là động vật thân mềm chân bụng sống ở biển trong họ Cypraeidae, họ ốc sứ

## Các loài
Các loài thuộc chi Nesiocypraea bao gồm:
- Nesiocypraea aenigma Lorenz, 2002[2]
- Nesiocypraea axelhuberti Lorenz & Hubert, 2000[3]
- Nesiocypraea deforgesi Lorenz, 2002[4]
- Nesiocypraea teramachii [5]
  - Nesiocypraea teramachii neocaledonica Lorenz, 2002
  - Nesiocypraea teramachii polyphemus Lorenz, 2002

Các loài được đưa vào đồng nghĩa
- Nesiocypraea hirasei (Roberts, 1913): đồng nghĩa của Austrasiatica hirasei (Roberts, 1913)
- Nesiocypraea langfordi [6]: đồng nghĩa của Austrasiatica langfordi (Kuroda, 1938)
- Nesiocypraea sakurai Habe, 1970 accepted as Austrasiatica sakurai (Habe, 1970)